# كورت بيتر
كورت بيتر هو لاعب هوكي الجليد سويسري، ولد في 29 مايو 1934 في سويسرا.

## وصلات خارجية
- كورت بيتر على موقع EliteProspects.com (الإنجليزية)
- كورت بيتر على موقع أوليمبيديا (الإنجليزية)